# Arno Strobel
Pour les articles homonymes, voir Strobel.
Arno Strobel, né le 18 août 1962 à Sarrelouis en Allemagne, est un écrivain allemand, auteur de roman policier et littérature d'enfance et de jeunesse.

## Biographie
Il fait des études en génie électrique. Après plusieurs années à occuper un emploi de consultant en gestion informatique en Allemagne, il déménage au Luxembourg, où il travaille encore en 2014 à la mise en œuvre de projets informatiques dans une grande banque allemande. En février 2014, il abandonne son poste et devient rédacteur pigiste.
En parallèle à ses activités en informatique, il amorce une tardive carrière d'écrivain alors qu'il a près de 40 ans.
Son premier roman, Magnus (2007) est un thriller se découlant au Vatican pour lequel Strobel avait fait des recherches à Rome. Son premier gros succès demeure toutefois un autre thriller, plus psychologique, intitulé Der Trakt (2010). Depuis, tous ses livres sont des best-sellers en Allemagne.
Arno Strobel vit maintenant avec sa famille près de Trèves.

## Œuvre

### Romans

#### Max Bischoff (Im Kopf des Mörders)
- Tiefe Narbe (2017)
- Kalte Angst
- Toter Schrei

#### Vatikan-Reihe
- Magus - Die Bruderschaft (2007)
- Castello Cristo (2009)

#### Bernd Menkhoff
- Das Wesen (2010)
- Der Sarg (2013) Publié en français sous le titre Enterrées vivantes, Paris, Éditions de l'Archipel, coll. « Suspense », 2017  (ISBN 978-2-8098-2232-8)

#### Mörderfinder
- Die Spur der Mädchen
- Die Macht des Täters (2022)
- Mit den Augen des Opfers
- Stimme der Angst

#### Autres romans
- Der Trakt (2010) Publié en français sous le titre Souvenirs effacés, Paris, Éditions de l'Archipel, coll. « Suspense », 2018  (ISBN 978-2809824506)
- Das Skript (2012)
- Das Rachespiel (2014)
- Das Dorf (2014)
- Abgründig (2014)
- Schlusstakt (2015)
- Die Flut (2016) Publié en français sous le titre Engloutie, Paris, Éditions de l'Archipel, coll. « Suspense », 2019  (ISBN 978-2809826623)
- You are Wanted (2017)

#### Romans en collaboration avecUrsula Poznanski
- Fremd (2015)
- Anonym (2016)

### Nouvelles
- Mach's gut, Edda
- Der Nachtmaler
- Hochzeitstag
- Manu
- Der Tanz
- Die Versuchung
- Die Feuerbestattung
- Der dunkle Turm
- Was man nicht alles tut
- Die Gefährlichkeit der Dinge
- Am Morgen danach
- Feuerland
- Da habe ich es einfach getan
- Die Fliege
- Die Straße da oben
- Ein Aufzug neuerer Bauart
- Rund ist die Welt